# سیواسلی
سیواسلی (به ترکی استانبولی: Sivaslı) یک منطقهٔ مسکونی در ترکیه است که در استان عشاق واقع شده‌است. سیواسلی ۱٬۰۵۰ متر بالاتر از سطح دریا واقع شده‌است.